# Ida Straus
Rosalie Ida Straus (geboortenaam: Blun) (Worms, 6 februari 1849 — Atlantische Oceaan, 15 april 1912) was de vrouw van Isidor Straus, mede-eigenaar van Macy's.
Ze werd geboren als vijfde van zeven kinderen en emigreerde als kind naar de Verenigde Staten. Ze trouwde in 1871 met Isidor Straus. Ze kregen zeven kinderen.
Het koppel ging in 1912 aan boord van RMS Titanic. Toen dit schip op 14 april een ijsberg raakte, werden ze gezien bij reddingsboot 8 samen met Ida's dienstmeid Ellen Bird. In eerste instantie gaf de bemanning beiden toestemming om in te stappen, maar Isidor weigerde en gaf zijn plek op aan Bird. Ida weigerde haar man te verlaten en besloot ook aan boord te blijven.
Isidor en Ida Straus kwamen die nacht beiden om het leven. Ida's lichaam werd nooit teruggevonden.